# Maranhãozinho
Maranhãozinho is een gemeente in de Braziliaanse deelstaat Maranhão. De gemeente telt 12.684 inwoners (schatting 2009).